# Leica MP (2003)
Ne pas confondre avec le Leica MP de 1957
Le Leica MP est un appareil photographique télémétrique fabriqué par Leica depuis 2003. Il ne faut pas le confondre avec le plus rare et plus ancien Leica MP, commercialisé entre 1956 et 1957 et produit à peu d'exemplaires (environ 400).

## Description
Le Leica MP est une évolution « professionnelle » du Leica M6, qui reprend en majorité les mêmes caractéristiques mais avec, par exemple, un viseur amélioré, proposant une visée plus lumineuse et contrastée, ou bien encore une esthétique revisitée par rapport au M6. Le viseur du MP possède un grossissement de 0,58 ou 0,85. Il était, contrairement au M6, éligible au programme « À la carte », programme qui a été arrêté en 2018. Il est proposé en deux couleurs : une peinture noire (« Black Paint », similaire à ce qui était proposé à l'époque sur le M3) et couleur « métal ». La peinture noire, souvent plus appréciée des photographes, aura tendance avec le temps à s'abîmer (En anglais, brassing) et donnera en même temps un certain charme à l'appareil. Il est vendu en novembre 2023 au tarif de 5 550 € nu (sans objectif).
Depuis 2015, il a été rejoint par le Leica M-A (Typ 127), une version sans posemètre ni électronique du MP. En 2022, c'est le Leica M6 qui rejoindra la gamme, réédition du Leica M6 « Original ».